# Prosinostemma nigerrimum
Prosinostemma nigerrimum är en stekelart som beskrevs av Jean-Jacques Kieffer 1914. Prosinostemma nigerrimum ingår i släktet Prosinostemma och familjen gallmyggesteklar. Inga underarter finns listade i Catalogue of Life.